# Канунников, Максим Сергеевич
Макси́м Серге́евич Кану́нников (род. 14 июля 1991, Нижний Тагил, Свердловская область) — российский футболист, нападающий.

## Карьера

### Клубная
Занимается футболом с детства, начинал в ФК «Уралец» из Нижнего Тагила. Первый тренер — Геннадий Николаевич Бабайцев. Затем с семьёй приехал на просмотр в «Зенит». С 2009 года стал выступать за молодёжный состав. В августе 2009 года, когда после отставки с поста главного тренера «Зенита» Дика Адвоката исполняющим обязанности главного тренера команды стал тренер молодёжного состава Анатолий Давыдов, был привлечён к тренировкам основной команды.
Дебютировал за основной состав 23 августа 2009 года в матче чемпионата России против московского «Локомотива», заменив Фатиха Текке. Первый гол за «Зенит» забил 10 мая 2010 года в выездном матче чемпионата России против «Амкара».
27 июля 2010 года дебютировал в предварительном этапе Лиги чемпионов, выйдя на замену на 80 минуте в матче с «Унирей». На 89 минуте матча имел шанс забить первый гол в этом матче, однако вратарь Арлаускис спас ворота «Унири».
17 января 2011 года был отдан в аренду в «Томь» на полтора года. За новый клуб дебютировал 14 марта 2011 года в матче против нижегородской «Волги». Первый гол за «Томь» забил 24 апреля в ворота ЦСКА. Всего за томичей провёл 28 игр и забил 5 голов, после чего вернулся в «Зенит».
12 января 2012 года в эфире «Радио Зенит» сообщил, что отправляется с «Зенитом» на сбор в ОАЭ. 15 февраля дебютировал в плей-офф Лиги чемпионов, выйдя в стартовом составе на позиции атакующего полузащитника в матче против «Бенфики». Отметился несколькими хорошими передачами, был заменён на 66 минуте. 11 августа 2012 года вышел в основном составе в матче 4 тура против «Спартака» на позиции центрального нападающего и открыл счёт в первом тайме.
14 января 2013 года подписал контракт с «Амкаром» сроком на 3,5 года. Забил первый гол за «Амкар» 16 марта в матче 21 тура против владикавказской «Алании». Всего за 2 сезона сыграл в 35 матчах чемпионата, забил 5 голов и отдал 7 голевых передач.
12 мая 2014 года попал в предварительный список сборной России перед поездкой на ЧМ-2014, а 2 июня — в окончательную заявку на турнир.
2 июня 2014 года подписал контракт с «Рубином». Сумма трансфера — € 1,5 млн. Приоритетное право выкупа футболиста было у петербургского «Зенита», откуда форвард перешёл в «Амкар», однако клуб, этим правом не воспользовался. Летом 2017 мог перейти в «Спартак», но «Рубин» заблокировал переход. В начале марта 2018 года Канунников отказался переподписывать контракт с «Рубином», поэтому через несколько дней перешёл в клуб-аутсайдер чемпионата «СКА-Хабаровск». 
27 июля 2018 подписал контракт с «Крыльями Советов». 
26 июля 2023 года перешёл в медиафутбольную команду «Чисто Питер».

### В сборной
7 сентября 2010 года дебютировал за молодёжную сборную России в отборочном матче к чемпионату Европы 2011. Соперниками россиян была команда Румынии. Матч завершился вничью 0:0. Первый мяч за молодёжную сборную забил 26 марта 2011 года в ворота молодёжной сборной Гвинеи.
26 мая 2014 года дебютировал в основной сборной в матче со сборной Словакии. Сыграл два матча на чемпионате мира 2014 года в Бразилии.

## Достижения
«Зенит»
- Чемпион России (2): 2010, 2011/12
- Бронзовый призёр чемпионат России: 2009
- Обладатель Кубка России: 2009/10

## Статистика

### Клубная
| Клуб             | Сезон            | Лига | Лига | Кубки | Кубки | Еврокубки | Еврокубки | Итого | Итого |
| Клуб             | Сезон            | Игры | Голы | Игры  | Голы  | Игры      | Голы      | Игры  | Голы  |
| ---------------- | ---------------- | ---- | ---- | ----- | ----- | --------- | --------- | ----- | ----- |
| Зенит (СПб)      | 2009             | 1    | 0    | 0     | 0     | 0         | 0         | 1     | 0     |
| Зенит (СПб)      | 2010             | 12   | 1    | 2     | 1     | 7         | 0         | 21    | 2     |
| Зенит (СПб)      | 2011/12          | 10   | 0    | 0     | 0     | 1         | 0         | 11    | 0     |
| Зенит (СПб)      | 2012/13          | 9    | 1    | 2     | 0     | 3         | 0         | 14    | 1     |
| Зенит (СПб)      | Итого            | 32   | 2    | 4     | 1     | 11        | 0         | 47    | 3     |
| → Томь           | 2011/12          | 28   | 5    | 2     | 0     | 0         | 0         | 30    | 5     |
| → Томь           | Итого            | 28   | 5    | 2     | 0     | 0         | 0         | 30    | 5     |
| Амкар            | 2012/13          | 11   | 2    | 0     | 0     | 0         | 0         | 11    | 2     |
| Амкар            | 2013/14          | 24   | 3    | 0     | 0     | 0         | 0         | 24    | 3     |
| Амкар            | Итого            | 35   | 5    | 0     | 0     | 0         | 0         | 35    | 5     |
| Рубин            | 2014/15          | 26   | 5    | 2     | 0     | 0         | 0         | 28    | 5     |
| Рубин            | 2015/16          | 30   | 4    | 0     | 0     | 10        | 3         | 40    | 7     |
| Рубин            | 2016/17          | 22   | 7    | 1     | 0     | 0         | 0         | 23    | 7     |
| Рубин            | 2017/18          | 15   | 2    | 2     | 0     | 0         | 0         | 17    | 2     |
| Рубин            | Итого            | 93   | 18   | 5     | 0     | 10        | 3         | 108   | 21    |
| СКА-Хабаровск    | 2017/18          | 9    | 0    | 0     | 0     | 0         | 0         | 9     | 0     |
| СКА-Хабаровск    | Итого            | 9    | 0    | 0     | 0     | 0         | 0         | 9     | 0     |
| Крылья Советов   | 2018/19          | 20   | 5    | 2     | 0     | 0         | 0         | 22    | 5     |
| Крылья Советов   | 2019/20          | 15   | 1    | 1     | 0     | 0         | 0         | 16    | 1     |
| Крылья Советов   | 2020/21          | 3    | 0    | 0     | 0     | 0         | 0         | 3     | 0     |
| Крылья Советов   | 2021/22          | 0    | 0    | 0     | 0     | 0         | 0         | 0     | 0     |
| Крылья Советов   | Итого            | 38   | 6    | 3     | 0     | 0         | 0         | 41    | 6     |
| Всего за карьеру | Всего за карьеру | 235  | 36   | 14    | 1     | 21        | 3         | 270   | 40    |

### Сборная
| Россия           | Год              | Отборочные матчи ЧМ | Отборочные матчи ЧМ | Финальные матчи ЧМ | Финальные матчи ЧМ | Отборочные матчи ЧЕ | Отборочные матчи ЧЕ | Финальные матчи ЧЕ | Финальные матчи ЧЕ | Кубок конфедераций | Кубок конфедераций | Товарищеские матчи | Товарищеские матчи | Всего | Всего |
| Россия           | Год              | Игры                | Голы                | Игры               | Голы               | Игры                | Голы                | Игры               | Голы               | Игры               | Голы               | Игры               | Голы               | Игры  | Голы  |
| ---------------- | ---------------- | ------------------- | ------------------- | ------------------ | ------------------ | ------------------- | ------------------- | ------------------ | ------------------ | ------------------ | ------------------ | ------------------ | ------------------ | ----- | ----- |
| Россия           | 2014             | 0                   | 0                   | 2                  | 0                  | 0                   | 0                   | 0                  | 0                  | 0                  | 0                  | 3                  | 0                  | 5     | 0     |
| Россия           | 2015             | 0                   | 0                   | 0                  | 0                  | 0                   | 0                   | 0                  | 0                  | 0                  | 0                  | 1                  | 0                  | 1     | 0     |
| Россия           | 2016             | 0                   | 0                   | 0                  | 0                  | 0                   | 0                   | 0                  | 0                  | 0                  | 0                  | 3                  | 0                  | 3     | 0     |
| Россия           | 2017             | 0                   | 0                   | 0                  | 0                  | 0                   | 0                   | 0                  | 0                  | 1                  | 0                  | 2                  | 0                  | 3     | 0     |
| Всего за карьеру | Всего за карьеру | 0                   | 0                   | 2                  | 0                  | 0                   | 0                   | 0                  | 0                  | 1                  | 0                  | 9                  | 0                  | 12    | 0     |

| Матчи и голы Канунникова за сборную России | Матчи и голы Канунникова за сборную России | Матчи и голы Канунникова за сборную России | Матчи и голы Канунникова за сборную России | Матчи и голы Канунникова за сборную России | Матчи и голы Канунникова за сборную России |
| ------------------------------------------ | ------------------------------------------ | ------------------------------------------ | ------------------------------------------ | ------------------------------------------ | ------------------------------------------ |
| №                                          | Дата                                       | Соперник                                   | Счёт                                       | Голы                                       | Соревнование                               |
| 1                                          | 26 мая 2014                                | Словакия                                   | 1:0                                        | -                                          | Товарищеский матч                          |
| 2                                          | 31 мая 2014                                | Норвегия                                   | 1:1                                        | -                                          | Товарищеский матч                          |
| 3                                          | 22 июня 2014                               | Бельгия                                    | 0:1                                        | -                                          | Финальные матчи ЧМ-2014                    |
| 4                                          | 27 июня 2014                               | Алжир                                      | 1:1                                        | -                                          | Финальные матчи ЧМ-2014                    |
| 5                                          | 18 ноября 2014                             | Венгрия                                    | 2:1                                        | -                                          | Товарищеский матч                          |
| 6                                          | 31 марта 2015                              | Казахстан                                  | 0:0                                        | -                                          | Товарищеский матч                          |
| 7                                          | 31 августа 2016                            | Турция                                     | 0:0                                        | -                                          | Товарищеский матч                          |
| 8                                          | 6 сентября 2016                            | Гана                                       | 1:0                                        | -                                          | Товарищеский матч                          |
| 9                                          | 9 октября 2016                             | Коста-Рика                                 | 3:4                                        | -                                          | Товарищеский матч                          |
| 10                                         | 24 марта 2017                              | Кот-д’Ивуар                                | 0:2                                        | -                                          | Товарищеский матч                          |
| 11                                         | 28 марта 2017                              | Бельгия                                    | 3:3                                        | -                                          | Товарищеский матч                          |
| 12                                         | 24 июня 2017                               | Мексика                                    | 1:2                                        | -                                          | Кубок конфедераций 2017                    |

Итого: 12 матчей / 0 голов; 3 победы, 5 ничьи, 4 поражения.